# Анохінське
Ано́хінське (рос. Анохинское) — присілок у складі Великоустюзького району Вологодської області, Росія. Входить до складу Опоцького сільського поселення.

## Населення
Населення — 4 особи (2010; 8 у 2002).
Національний склад (станом на 2002 рік):
- росіяни — 100 %